# Zgromadzenie Federalne (Szwajcaria)

Logo Zgromadzenia Federalnego

Zgromadzenie Federalne (niem. Bundesversammlung, fr. Assemblée fédérale, wł. Assemblea federale, rom. Assamblea federala) – federacyjny parlament Szwajcarii. Siedziba parlamentu mieści się w Bernie.
Najważniejsze kompetencje:
- uchwalanie ustaw
- dokonywanie zmian konstytucyjnych
- uchwalanie budżetu państwa
- ratyfikacja umów międzynarodowych
- wybór Rady Związkowej będącej rządem federacji
- wybór prezydenta i jego zastępcy spośród członków rządu
- wybór sędziów Trybunału Federalnego
- mianowanie generałów w razie kryzysu lub wybuchu wojny
- udzielanie łaski osobom skazanym
- rozstrzyganie sporów kompetencyjnych między poszczególnymi organami

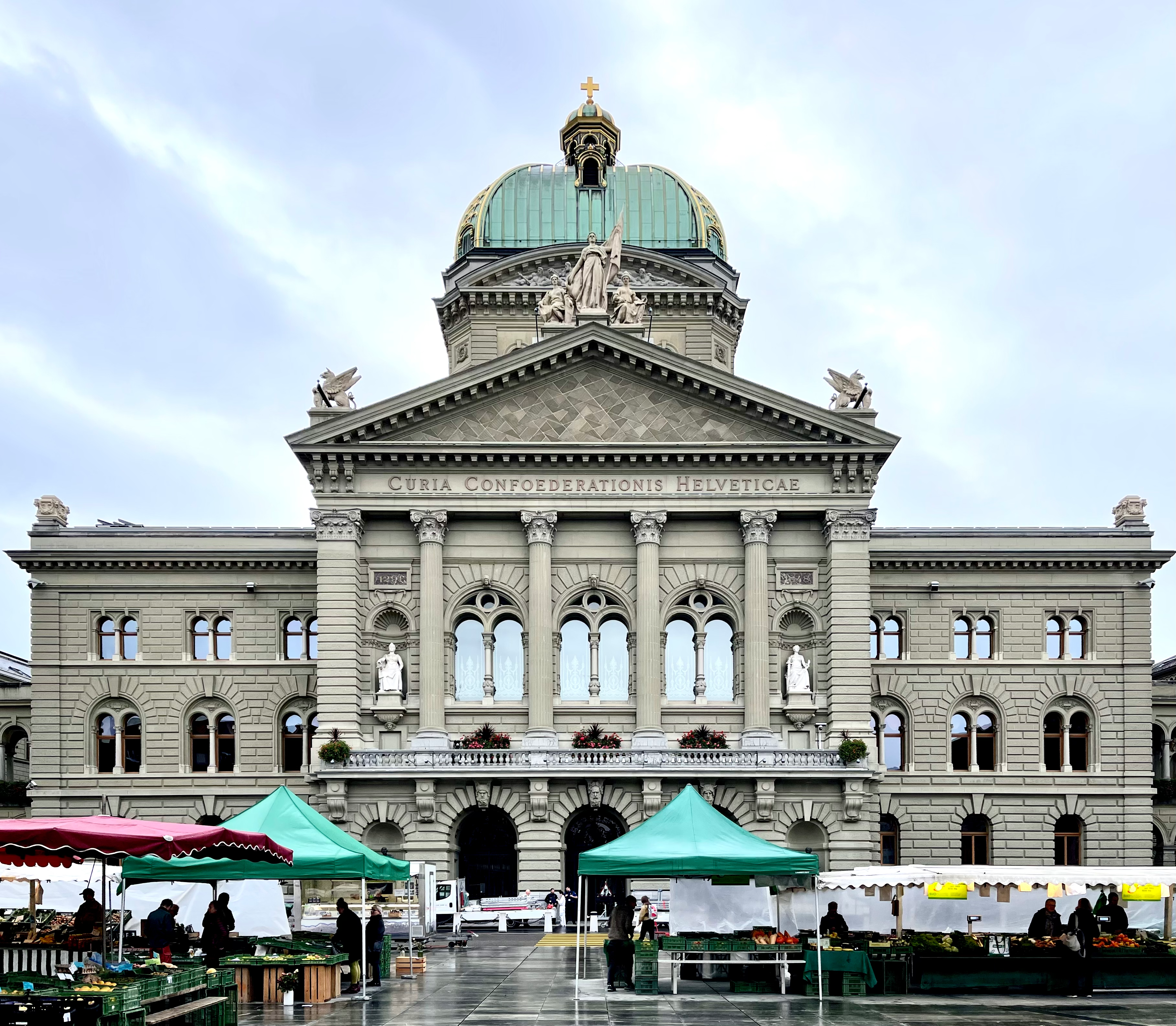
Budynek parlamentu

## Skład
Parlament składa się z dwóch izb, którymi są:
- Rada Narodowa (izba niższa), składająca się z 200 członków;
- Rada Kantonów (izba wyższa), składająca się z 46 członków.

W Radzie Narodowej miejsca przypadają każdemu kantonowi proporcjonalnie do populacji (kantony z największą liczbą ludności dostają największą liczbę miejsc w izbie). W Radzie Kantonów każdy kanton wysyła do izby po dwóch deputowanych (z wyjątkiem byłych półkantonów, które wysyłają jednego deputowanego).
Konstytucja Szwajcarii ustala kadencję wyłącznie Rady Narodowej (4 lata), która nie może być rozwiązana przedterminowo. Nie precyzuje czasu trwania kadencji Rady Kantonów – zasady wyborów do niej regulują bowiem konstytucje poszczególnych kantonów. Pojęcie kadencji nie odnosi się do całej Rady, tylko do jej członków (trwa – w zależności od wewnętrznych przepisów kantonalnych – od roku do 4 lat).